# Fagersta kraftstation
Fagersta kraftstation är ett vattenkraftverk i Kolbäcksån. Det ligger i tätorten Fagersta.
Den nuvarande kraftstationen togs i drift år 1988. Den ligger mitt i Fagersta bruk på Kolbäcksåns vänstra sida. Ett tidigare kraftverk låg tidigare vid samma damm fast på Kolbäcksåns högra sida. 